# Addextrator
Als Addextrator (lat. ad ‚bei‘ und dextra ‚rechts‘) bezeichnete man im Mittelalter den Begleiter einer hochgestellten Persönlichkeit, welcher zu deren rechten Seite saß oder ging.
Außerdem benannte man mit diesem Ausdruck jene zwei Kardinäle, welche den Papst zum Altar begleiteten, aber auch denjenigen, der entsprechend dem Zeremoniell des Heiligen Stuhls das Pferd des Papstes führte und dessen Steigbügel hielt.